# Lontor
Lontor, també coneguda com a Lonthor o Lonthoir, o localment Banda Besar ("Gran Banda" o Groot-Banda en neerlandès) és una illa de les illes Banda, Indonèsia. És administrada com a part del districte administratiu (kecamatan) dins de la Regència Central de Maluku de la província de Maluku.

## Geografia
L'illa és una de les tres illes Banda centrals: Banda Neira es troba 800 metres al nord, mentre Banda Api, on hi ha un volcà actiu, es troba a 1 km. El petit illot de Pualu Kraka és a 1 quilòmetre al nord. Lontor i Pula Kraka es troben al costat sud i est de la d'una caldera volcànica submergida que té un diàmetre d'uns set quilòmetres, dins de la qual es troben les illes de Banda Neira i Banda Api.
Lontor té una longitud de 12 quilòmetres i una amplada de 3 quilòmetres i és la més gran de les illes Banda. Tota l'illa està travessada per una cadena de turons i petites muntanyes amb una alçada màxima de 536 metres. Els assentaments més grans són Lonthoir, Selamon i Waer. Hi ha dos forts holandesos en ruïnes: Lonthoir Benteng Hollandia, Waer Benteng Concordia.

## Història
La nou moscada es conrea a l'illa i el comerç va aportar una gran riquesa als habitants en l'època premoderna. Fins a principis del segle xvii, les illes Banda estaven governades per magnats locals anomenats Orang Kaya. Els portuguesos van ser els primers europeus que van intentar dominar el comerç de les espècies a partir del segle xvi, però van ser substituïts pels holandesos. Inicialment els holandesos van establir relacions amistoses i un establiment comercial el 1599, però el 1609 els Orang Kaya de Banda Neira es van rebel·lar contra els intents holandesos de dominar el comerç de les espècies, matant 30 holandesos. Això va donar lloc a la conquesta holandesa de les illes Banda, amb una campanya d'extermini dels habitants de les illes Banda per part dels holandesos. Es van realitzar dues expedicions militars contra Lontor a principis de 1611 dirigides per Piet Hein. El 1621 Jan Pieterszoon Coen, amb una flota de 19 vaixells, 1.655 tropes europees i 286 auxiliars asiàtics, va envair les illes, tot protagonitzant la massacre de Banda. Segons el propi relat de Coen, "uns 2.500" habitants van morir "de fam i misèria o passats per l'espasa", "un bon grup de dones i nens" van ser capturats, i no més de 300 van escapar.
Per mantenir l'arxipèlag productiu, la Companyia Neerlandesa de les Índies Orientals va repoblar les illes, inclosa Lontor, majoritàriament amb esclaus procedents de la resta d'illes de l'actual Indonèsia, l'Índia i la costa de la Xina, que treballaven sota el comandament de plantadors holandesos (perkeniers). Els nadius originals també van ser esclavitzats i van rebre l'ordre d'ensenyar als nouvinguts sobre l'agricultura de la nou moscada. El tractament dels esclaus va ser sever: la població nativa va decaure a un centenar el 1681, i s'importaven 200 esclaus anualment per mantenir una població d'esclaus estable en 4.000.
Els holandesos van continuar governant l'illa fins al 1949, tot i que la importància econòmica de la nou moscada va disminuir molt amb la pèrdua del monopoli holandès després que els britànics plantessin amb èxit arbres de nou moscada en altres parts del món, especialment Penang i Grenada. Amb la independència d'Indonèsia l'illa ha passat a ser administrada com a part de la província de Maluku.